# Nothing to Lose (filme)
Nothing to Lose (br/pt: Nada a Perder) é um filme de comédia de ação estadunidense de 1997 estrelada por Martin Lawrence e Tim Robbins. O filme foi dirigido por Steve Oedekerk, que também escreveu o filme e fez uma aparição como um guarda de segurança dublando no filme.
O filme foi lançado em julho de 1997 e faturou mais de quarenta milhões de dólares nas bilheterias. A música tema foi "If I Had No Loot" de Tony! Toni! Toné!, Mas era a versão remix da canção "Not Tonight" realizada por Lil' Kim e com Left Eye, Da Brat, Angie Martinez, e Missy Elliott que recebeu a maior atenção da trilha sonora, uma vez que ganhou muito airplay na televisão e rádio e até mesmo alcançou o top dez no Hot 100 da Billboard.
O filme foi rodado em vários locais da Califórnia e Nova Jersey. A localização privilegiada usado para as filmagens na Califórnia foi Los Angeles e Monróvia. O escritório de Nick está localizado em US Bank Tower. A localização privilegiada usado em Nova Jersey para as filmagens foi Bloomfield.

## Sinopse
Nick Beam (Tim Robbins) é um bem sucedido publicitário realizado em sua vida pessoal. Amado por sua esposa Ann (Kelly Preston), respeitado por seus colegas de trabalho, bajulado por seu chefe (Michael McKean) e ainda admirado pela florista da empresa, Danielle (Rebecca Gayheart), Nick tem todos os motivos para viver uma vida feliz e digna. Até que um dia, Nick volta do trabalho mais cedo e acredita ter flagrado sua esposa o traindo com seu chefe, o que vira sua vida de pernas pro ar.
Abandonando sua esposa e lar, Nick foge de casa e sai pela cidade sem rumo acreditando não ter mais nada a perder, quando seu carro é invadido pelo também azarado "T" (Martin Lawrence), um assaltante inexperiente que rouba para sobreviver, este é tecnicamente sequestrado por Nick, que a partir daí, o leva em sua viagem sem rumo.
Os dois acabam se tornando amigos e bolam um plano para roubar a empresa em que Nick trabalha. A dupla passa a enfrentar vários desafios e confusões, inclusive enfrentando uma dupla de perigosos ladrões (John C. McGinley e Giancarlo Esposito) procurados pela polícia local, até Nick descobrir a verdade sobre a suposta traição por sua mulher.

## Elenco
- Tim Robbins.... Nick Beam
- Martin Lawrence.... Terrance Paul Davidson
- John C. McGinley.... David "Rig" Lanlow
- Giancarlo Esposito.... Charlie Dunt
- Kelly Preston.... Ann Beam
- Michael McKean.... Phillip "P.B" Barrow
- Rebecca Gayheart.... Danielle
- Susan Barnes.... Delores
- Irma P. Hall.... Bertha
- Samaria Graham.... Lisa
- Marcus T. Paulk.... Joey
- Penny Bae Bridges.... Tonya
- Steve Oedekerk.... Segurança Baxter

## Personagens
- Nick Beam: Nick é um publicitário bem sucedido e muito respeitado por seus colegas de trabalho. Um tanto quanto certinho, metódico e crítico, Nick é extremamente organizado com suas tarefas e projetos, portanto é admirado por seu chefe e por todos que o conhecem. Nick reside em Los Angeles, numa casa grande e bela em um bairro classe média-alta da cidade, o que sugere que possui uma vida econômica estavelmente boa, mas deixa claro no meio do filme que não é rico. Nick é o estereotípico homem trabalhador e politicamente correto.
- Terrance "T" Paul Davidson: Terrance, ou T, como prefere ser chamado por seus amigos, é um negro desempregado que vive arrumando alguns trambiques para ver se consegue algum dinheiro. De certa forma, é o completo oposto de Nick Beam. T é um tanto quanto turrão é não muito educado, certamente vingativo e malandro, com um jeito de ser e um linguajar típico de um negro americano. Para sobreviver, T geralmente está envolvido em roubos e assaltos, mas como é inexperiente, quase todas suas investidas dão errado. É numa dessas tentativas que T conheceu Nick. O assaltante invadiu o carro do loiro quando este passou por seu ponto de assaltos. Como Nick estava fugindo de casa e pouco se importando com o que poderia acontecer de pior, ficou tranquilo e então saiu a toda velocidade pela estrada do Arizona, tecnicamente sequestrando T, uma vez em que Nick percebe que T está portando um revólver não-carregado como única arma. Com o passar do tempo, Nick e T se tornam amigos e apesar das diferenças, começam a se entender conforme dirigem estrada afora, apesar de T, devido a seu bom humor, gostar de rir das situações constrangedoras envolvendo Nick. T reside em um bairro no subúrbio de Los Angeles, onde mora em um apartamento com sua mulher, seus filhos e sua mãe.
- David "Rig" Lanlow: Um bandido perigoso, conhecido por assaltos e assassinatos á beira de estrada, Rig é procurado por todo o estado de Arizona. Ruivo barbudo e com o cabelo cortado bem curto, Rig bem lembra um bandido do velho oeste, com um linguajar tipicamente grosseiro e portando como principal arma uma espingarda. Rig é sério e um tanto quanto tenso, muitas vezes agindo como um psicopata frio e calculista. Juntamente com seu parceiro Charlie, Rig gosta de espancar suas vítimas sem dó nem piedade e tomar o dinheiro e outros bens destes. A dupla conhece Nick e T ao ver que estes também estão cometendo assaltos e crimes por aquela região, e então decidem perseguí-los.
- Charlie Dunt: O melhor amigo e parceiro de assaltos de Rig, Charlie e seu amigo são os mais perigosos bandidos da região do Arizona e são procurados pela polícia local. Rigorosos com seus crimes, Charlie e Rig dizem que dominam a região e são contra qualquer espécie de crime não autorizado por lá, tanto que é por esta razão que os dois perseguem Nick e T, inicialmente parando os dois na estrada e tomando seu dinheiro. Após falharem em sua investida (já que Nick e T reagem, e este último rouba a arma de Rig, e após isto os dois fogem), a dupla decide invadir a empresa onde Nick trabalha afim de roubarem uma boa quantia de dinheiro de lá, e obviamente deixarem Nick e T na pior. Charlie é certamente o contraponto da vida de Rig, a começar por Rig ser branco e Charlie ser negro. Enquanto Rig é sério e sinistro (a ponto de meter medo em suas vítimas), Charlie é sarrista, malandro e provocador, e un tanto quanto abobalhado, uma vez em que costuma rir das próprias piadas, o que deixa Rig certamente irritado. Enquanto Rig é um fumante inverterado e está constamtemente com um cigarro aceso na boca, Charlie está sempre com um pirulito. É Charlie que sempre dirige o carro da dupla.
- Ann Beam: A atraente esposa de Nick. Vive uma vida feliz com seu marido em sua casa, num bairro classe média-alta em Los Angeles. Ann e Nick costumam se divertir á noite em casa, geralmente um fingindo que irá pedir o divórcio ao outro, tentando provocar o riso do outro. Assim como Nick, Ann é uma dedicada trabalhadora, uma vez em que Ann é uma executiva de sucesso em sua empresa. Ela e Nick costumam fingir que odeiam um ao outro e desta forma brincam no telefone, mas são um casal feliz e pelo que parece, vivem muito bem um com o outro. Até que Nick volta do trabalho mais cedo um dia e acredita ter flagrado Ann na cama com outro homem. Ao descer para a sala, Nick encontra as abotoadeiras de seu chefe e então associa ao que havia visto em seu quarto. Porém em certo ponto da história, Nick e Ann se falam pelo telefone e ela esclarece o que de fato aconteceu.
- Phillip "PB" Barrow: É o excêntrico e ambicioso chefe de Nick, que costuma bajular o mesmo, geralmente convidando-o para festas e eventos especiais, uma vez em que o admira muito. PB, como prefere ser chamado, possui vários enfeites em seu escritório, tais como máscaras maias e estátuas da mitologia grega, pelas quais possui certo apreço. Um dia, ao voltar do trabalho, Nick acredita ter flagrado sua esposa Ann o traindo com PB, e então abandona seu lar. Após Nick conhecer T, os dois arquitetam um plano para que Nick possa se vingar de seu chefe, tomando todas as suas posses.
- Danielle: É a jovem e atraente florista da empresa onde Nick trabalha. Bela e sedutora, Danielle possui uma queda por Nick e está sempre jogando cantadas sutís no loiro e tentando atraí-lo para si. Nick por sua vez é simpático com ela, mas parece não perceber ou tentar fugir de tal interesse. Após Nick estar convicto de que sua mulher o traiu e entãoi fugir de casa, ele encontra com Danielle em certo ponto da história, e esta tenta atraí-lo para a cama, ao que ele quase cede, mas seus sentimentos por sua esposa acabam impedindo de Nick se envolver por completo com Danielle.
- Bertha: Mãe de T, mora juntamente com ele e sua família. É uma senhora de pavio curto e um tanto rígida com seu lar e seu filho. Apesar de T já ser um adulto e pai de família, ele continua sendo repreendido por sua mãe, que vive batendo nele, dando-lhe tapas no rosto toda vez em que ele arruma alguma encrenca ou chega tarde em casa. Nick também se torna vítima dos golpes da velha senhora, uma vez em que é apontando como envolvido nas encrencas de T.
- Lisa: É a esposa de T. Uma mulher preocupada com os trambiques de seu marido, uma vez em que ele sempre tenta disfarçar suas intenções ao arranjar algum emprego ou algo do tipo. T se atrapalha todo ao tentar explicar para Lisa sobre como conheceu Nick, mas ela logo simpatiza com o loiro, dizendo: "Você é legal! O Terrance precisa de gente assim!". Lisa sempre chama o marido por Terrance e costuma chamar sua sogra de mãe. Apesar de viverem em uma pensão um tanto quanto mal cuidada, o apartamento da família por dentro é muito bonito e bem cuidado. Mesmo assim, Lisa vive dizendo a T que devem se mudar de lá, preocupada com os perigos que rondam o bairro.
- Joey: O filho mais velho de T e Lisa, pelo que parece, tem uns 7 ou 8 anos.
- Tonya: A filha caçula de T e Lisa. Aparenta ter cerca de 4 anos de idade, uma vez em que quando seu pai pergunta:" Mocinha, já fez sua lição de casa?", ela responde: "Ainda não tenho lição de casa!"
- Segurança Baxter: É o segurança noturno do último andar da empresa onde Nick trabalha, geralmente contratado para trabalhar nos fins de semana. Adora fazer tipo e fingir que está intimidando bandidos perigosos, e também tem um gosto excêntrico por música. Adora dançar e fingir que está cantando ao som de músicas do rádio-relógio de PB. Baxter é interpretado por Steve Oedekerk, o próprio diretor do filme. Baxter só faz uma pequena ponta no filme, que é considerada como uma das partes mais hilariantes.

## Recepção

### Resposta da crítica
Nothing to Lose foi recebido com comentários mistos a negativos de críticos profissionais. Revisão agregador Rotten Tomatoes relata que 29% dos críticos deu ao filme uma revisão positiva com base em 24 (7 "fresco", 17 "podre"), com uma classificação média de 5.1/10. Phil Villarreal da Arizona Daily Star deu ao filme uma crítica positiva e afirmou que "a depressão discreta de Tim Robbins e falatório hiperativo de Martin Lawrence são perfeitamente divertidos um para o outro."

### Bilheteria
O filme estreou em # 4 nas bilheterias da América do Norte, e fez $11,617,767 em sua semana de estréia em 1,862 salas de cinema. O maior lançamento foi em 1,888 cinemas. Durante a sua execução, o filme fez um total nacional de $44,480,039. O orçamento da produção foi de $25 milhões.

## Prêmios e indicações
- Bogey Awards
  - venceu em 1998

## Trilha sonora
A trilha sonora contém música hip hop e R&B e foi lançado em 1º de julho de 1997 pela Tommy Boy Records. Ele alcançou a posição #12 na Billboard 200 e #5 no Billboard R&B/Hip-Hop Albums e foi certificado ouro em 3 de setembro de 1997.